# Hurlach
Hurlach – miejscowość i gmina w Niemczech, w kraju związkowym Bawaria, w rejencji Górna Bawaria, w regionie Monachium, w powiecie Landsberg am Lech, wchodzi w skład wspólnoty administracyjnej Igling. Leży około 10 km na północny zachód od Landsberg am Lech, przy drodze B17 i linii kolejowej Bobingen – Weilheim in Oberbayern.

## Dzielnice
- Hurlach
- Kolonie Hurlach

## Demografia
| Rok  | Liczba mieszk. |
| ---- | -------------- |
| 1970 | 903            |
| 1987 | 1 075          |
| 2000 | 1 395          |
| 2005 | 1 577          |

### Struktura wiekowa
Dane o ludności z 31 grudnia 2008:
| Opis                                | Ogółem | Ogółem | Kobiety | Kobiety | Mężczyźni | Mężczyźni |
| ----------------------------------- | ------ | ------ | ------- | ------- | --------- | --------- |
| Jednostka                           | osób   | %      | osób    | %       | osób      | %         |
| Populacja                           | 1627   | 100    | 827     | 50,83   | 800       | 49,17     |
| Wiek przedprodukcyjny (0–17 lat)    | 405    | 24,89  | 194     | 11,92   | 211       | 12,97     |
| Wiek produkcyjny (18–65 lat)        | 1022   | 62,81  | 524     | 32,21   | 498       | 30,61     |
| Wiek poprodukcyjny (powyżej 65 lat) | 200    | 12,29  | 109     | 6,7     | 91        | 5,59      |

## Polityka
Wójtem gminy jest Wilhelm Böhm z CSU, rada gminy składa się z 12 osób.
|      | CSU | DG | Razem |
| 2008 | 5   | 7  | 12    |
| 2002 | 5   | 7  | 12    |

## Oświata
W gminie znajduje się przedszkole (75 miejsc).